# Willem Kalf

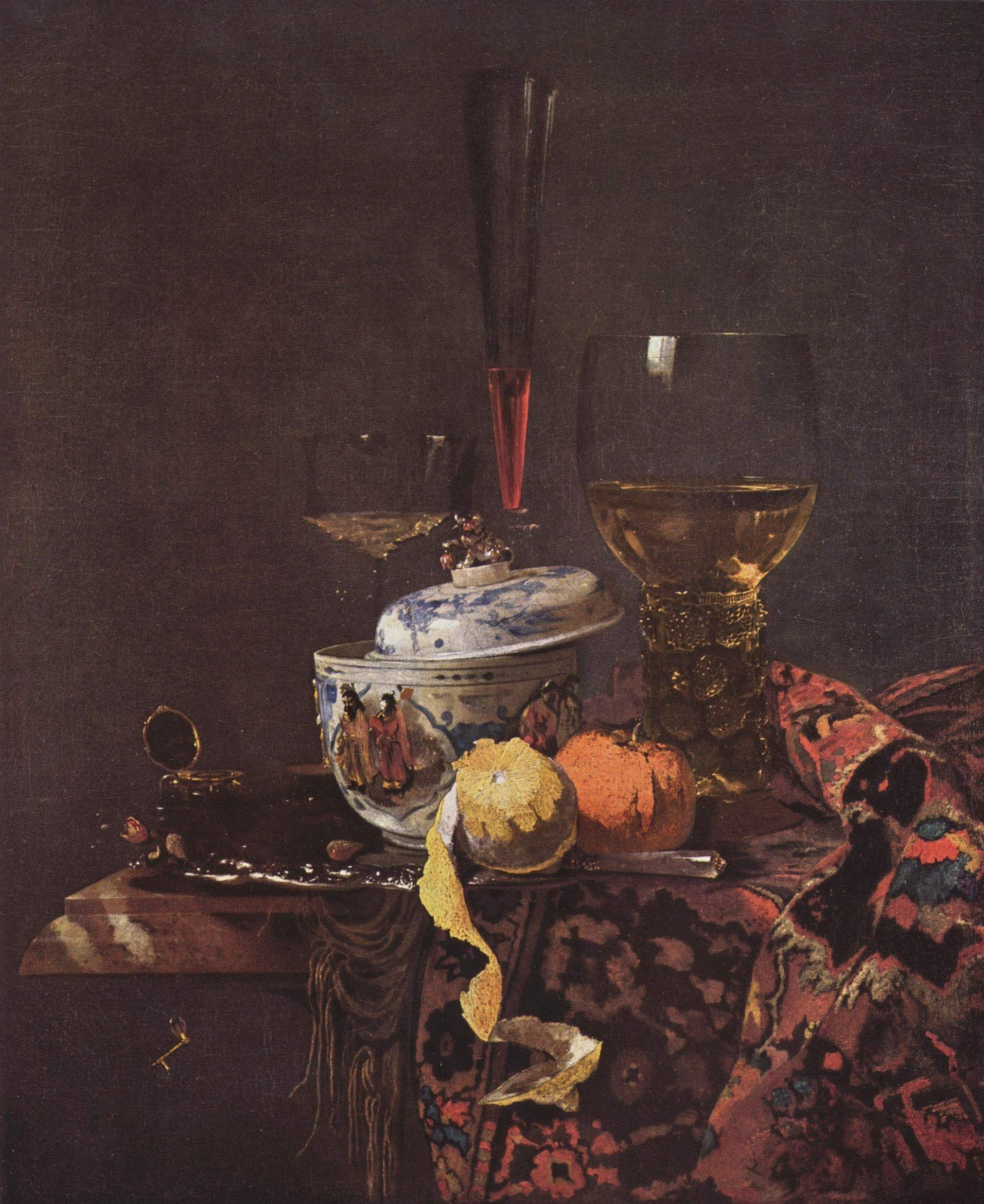
Stillleben mit chinesischer Terrine, Gemäldegalerie Berlin

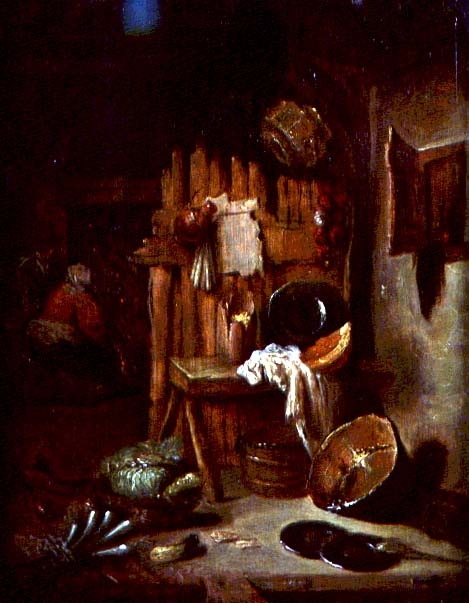
Bauerninterieur. ca. 1640–1645. Öl auf Leinwand. Privatsammlung / Bridgeman Art Library

Willem Kalf (getauft 3. November 1619 Rotterdam; † 31. Juli 1693 Amsterdam) war einer der bedeutendsten Stilllebenmaler der Niederlande im 17. Jahrhundert.

## Leben
Willem war das sechste Kind des wohlhabenden Rotterdamer Tuchhändlers Jan Jansz. Kalf und seiner Frau Machtelt Gerrits (geb. van Proyen). Der Vater war darüber hinaus Mitglied des Rotterdamer Rates, starb aber 1625, als Willem sechs Jahre alt war. Die Mutter führte den Tuchhandel weiter, jedoch mit weniger Erfolg.
Bei welchem Künstler Willem Kalf in die Lehre ging, ist nicht überliefert. Arnold Houbraken nennt in seiner Groote Schouwbourgh (1708) den in Haarlem lebenden Hendrick Gerritsz Pot, vielleicht auch, weil dort Verwandte der Familie Kalf lebten. Von größerer Bedeutung zumindest für Willems künstlerische Entwicklung mag eher die Verwandtschaft zu einem der bekanntesten Rotterdamer Künstler, Willem Pietersz. Buytewech, gewesen sein.
Kurz nachdem Willems Mutter 1638 gestorben war, verließ Willem seine Heimatstadt und scheint zunächst nach Den Haag gegangen zu sein, bevor er etwa 1640/1641 nach Paris übersiedelte. Dort gelangte er rasch zu großem Ansehen durch seine Bauerninterieurs im Stil der flämischen Tradition, wie sie von Künstlern wie David Teniers in der ersten Hälfte des 17. Jahrhunderts praktiziert wurde. Seine rustikalen Interieurs, bei denen die Figuren eher im Hintergrund erscheinen, die zu kunstvollen Arrangements angeordneten Früchte, Gemüse und verschiedenen Gebrauchsgegenstände jedoch im vollen Licht einer unsichtbaren Quelle aufleuchten und auch durch stärkere Farbigkeit hervortreten, übten u. a. großen Einfluss auf den Kreis um die Gebrüder Antoine Le Nain, Louis Le Nain und Mathieu Le Nain aus.
Noch während seines Pariser Aufenthaltes entwickelte Kalf aus den 'Bankettszenen' (banketjes), wie sie von Pieter Claesz, Willem Claesz. Heda und vor allem von Jan Davidsz. de Heem in den frühen 1630er Jahren gemalt wurden, eine neue Form von kunstvoll komponierten Stillleben mit kostbaren, reich verzierten Gegenständen (meist Flaschen, Tellern, Gläsern) aus stark reflektierenden Materialien wie Gold, Silber, Zinn oder Glas, die ihren Höhepunkt in den faszinierenden Prunkstillleben (pronkstilleven) seiner Amsterdamer Zeit erreichen. Das wohl bekannteste (und mit zwei Meter Höhe größte) Werk seiner Pariser Zeit ist ein Stillleben mit Prunkgefäßen, Rüstungsteilen und Waffen, 1644/1645 eventuell im Auftrag des Maréchal de Tessé (René II. de Fourlay, Comte de Tessé) entstanden (heute im Musée de Tessé, Le Mans).
1646 kehrte Willem Kalf für kurze Zeit nach Rotterdam zurück, ging von dort nach Amsterdam und nach Hoorn, wo er 1651 Cornelia Pluvier, die Tochter eines protestantischen Geistlichen, heiratete. Cornelia war eine bekannte Kalligraphin und Dichterin, die auch in Kontakt mit Constantijn Huygens (1596–1687) stand, dem Privatsekretär dreier Statthalter der jungen Holländischen Republik, renommierter Dichter und wohl versiertester Kenner der niederländischen wie auch der internationalen Kunst- und Musikszene.
Das Paar siedelte 1653 nach Amsterdam über, wo vier Kinder geboren wurden. Willem Kalf schien aber trotz seiner Wohlhabenheit kein verschwenderisches Leben zu führen, er scheint zeit seines Lebens auch kein eigenes Haus besessen zu haben, zumindest sind keinerlei Grundbucheintragungen für ihn vorhanden. Stattdessen setzte er sich häufig für in Not geratene Kollegen oder andere Bekannte ein. Seine Amsterdamer Prunkstillleben zeigen in hoher Kunstfertigkeit zunehmend auch exotische Gegenstände wie chinesische Schalen, Muscheln und auch die schon vorher erschienenen Tropenfrüchte, wie teilweise geschälte Apfelsinen und Zitronen.
Diese Gegenstände waren sicher durch den reichen Übersee-Handel der Niederlande eingeführt worden und waren schon dadurch beliebte Prestigeobjekte des zu Wohlstand gelangten, aufstrebenden Bürgertums, das diesen Wohlstand auch gern zur Schau tragen wollte. Wie alle Stillleben hatten auch die von Kalf die damals allgemein bekannte ikonographische Bedeutung der Vanitas, des memento mori („Bedenke, Mensch, daß du sterben mußt“), der Mahnung, dass alle Dinge, belebt und unbelebt, letztendlich vergänglich sind. 
Kalf ging es jedoch in seiner Kunst noch um etwas anderes. Zeit seines Lebens scheint er ein lebhaftes Interesse gehabt zu haben am Spiel und der Wirkung des Lichts auf so unterschiedliche Materialien wie die wollige Textur der Teppiche, am starken Aufleuchten der metallischen Gegenstände aus Gold, Silber oder Zinn, dem sanften Schimmer des Porzellans und der verschiedenfarbigen Muscheln bis hin zum geheimnisvollen Funkeln der kunstvoll geschliffenen Pokale und Vasen im Venezianischen Stil.
Der bis ins kleinste durchdachte Aufbau seiner Stillleben ist, neben deren spezifischen Regeln des Bildaufbaus, von einer diffizilen Lichtregie bestimmt. Ähnlich wie in den frühen Bauerninterieurs werden nur einzelne, meist auch stark farbige Gegenstände (z. B. das leuchtende Rot des Hummers in dem berühmten Stillleben mit Trinkhorn der Amsterdamer St. Sebastians-Schützengilde, mit Hummer und Gläsern) voll ausgeleuchtet von der wiederum unsichtbaren Lichtquelle. Andere Kostbarkeiten, wie die geschliffenen, oft zur Hälfte mit Wein gefüllten Gläser, treten erst allmählich, nach einer Weile des Betrachtens, aus dem Dunkel des Hintergrunds hervor und werden in ihrer Form oft nur von einzelnen Reflexionspunkten (pointillès) bestimmt, die sie nur erahnen lassen, deren Wirkung aber umso verblüffender ist. Er wird auch als der „Vermeer der Stillebenmalerei“" bezeichnet und mag diesen Großmeister der Lichtwiedergabe in manchem vielleicht sogar übertroffen haben.
Ab etwa 1663 scheint Kalf immer weniger gemalt zu haben, dafür betätigte er sich zunehmend (nach Houbraken) im Kunsthandel und war ebenfalls ein gefragter Kunstsachverständiger. Unter anderem war er an der Beurteilung des berüchtigten Falls der Sammlung italienischer Gemälde beteiligt, die 1672 dem Großen Kurfürsten Friedrich Wilhelm zum Kauf angeboten wurden, die sich aber als "wertloses Zeug" herausstellten.
Willem Kalf starb im Alter von fast 74 Jahren wohl an den Folgen eines Sturzes auf dem Nachhauseweg von einem Besuch. Durch seine darstellerischen Fähigkeiten, gepaart mit einer umfassenden Bildung und naturwissenschaftlichen Kenntnis, hat er die illusionistischen Möglichkeiten der Stilllebenmalerei bedeutend erweitert; seine Werke gelten als Höhepunkte dieser Kunst.

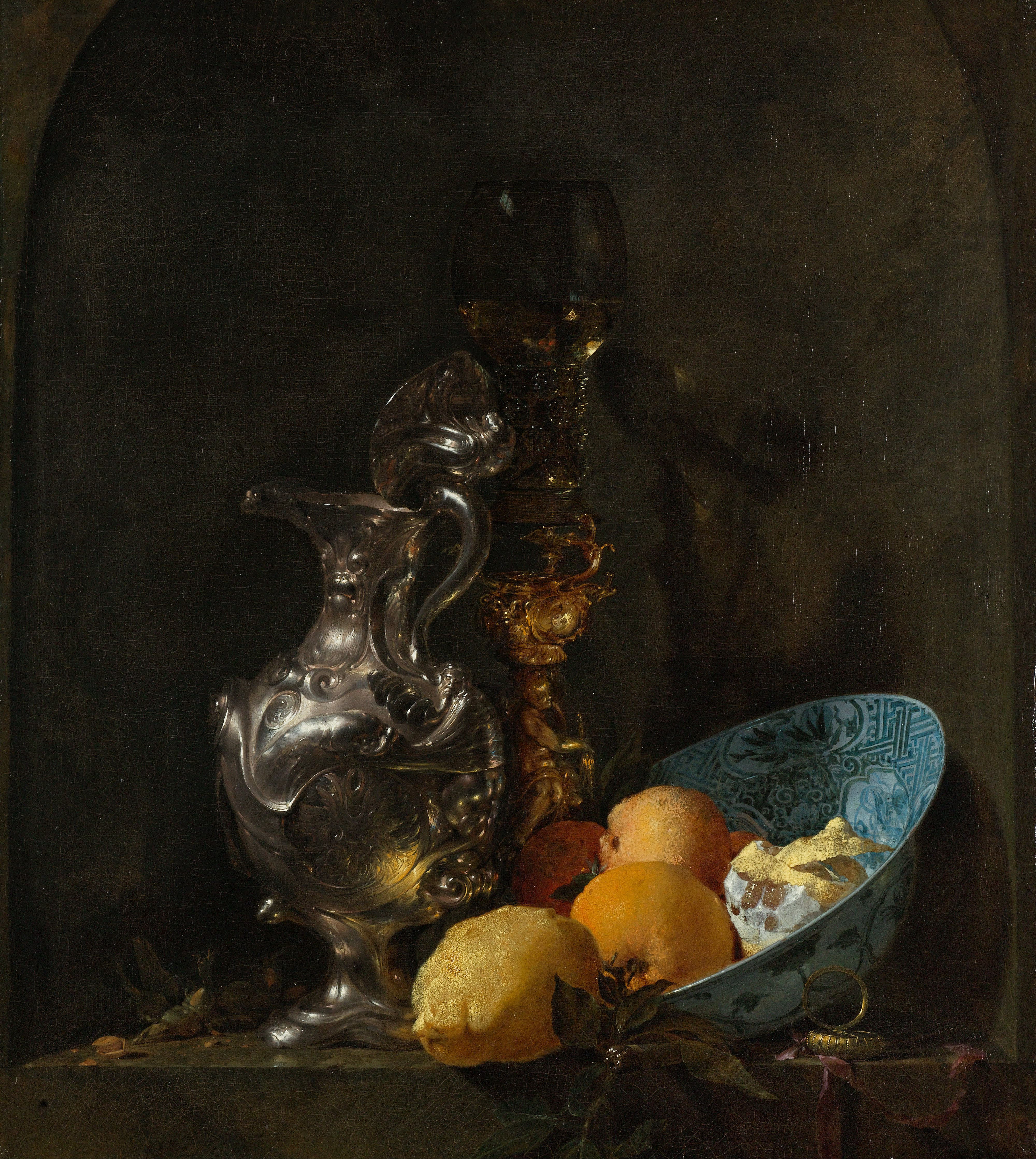
Stillleben mit Krug und Früchten
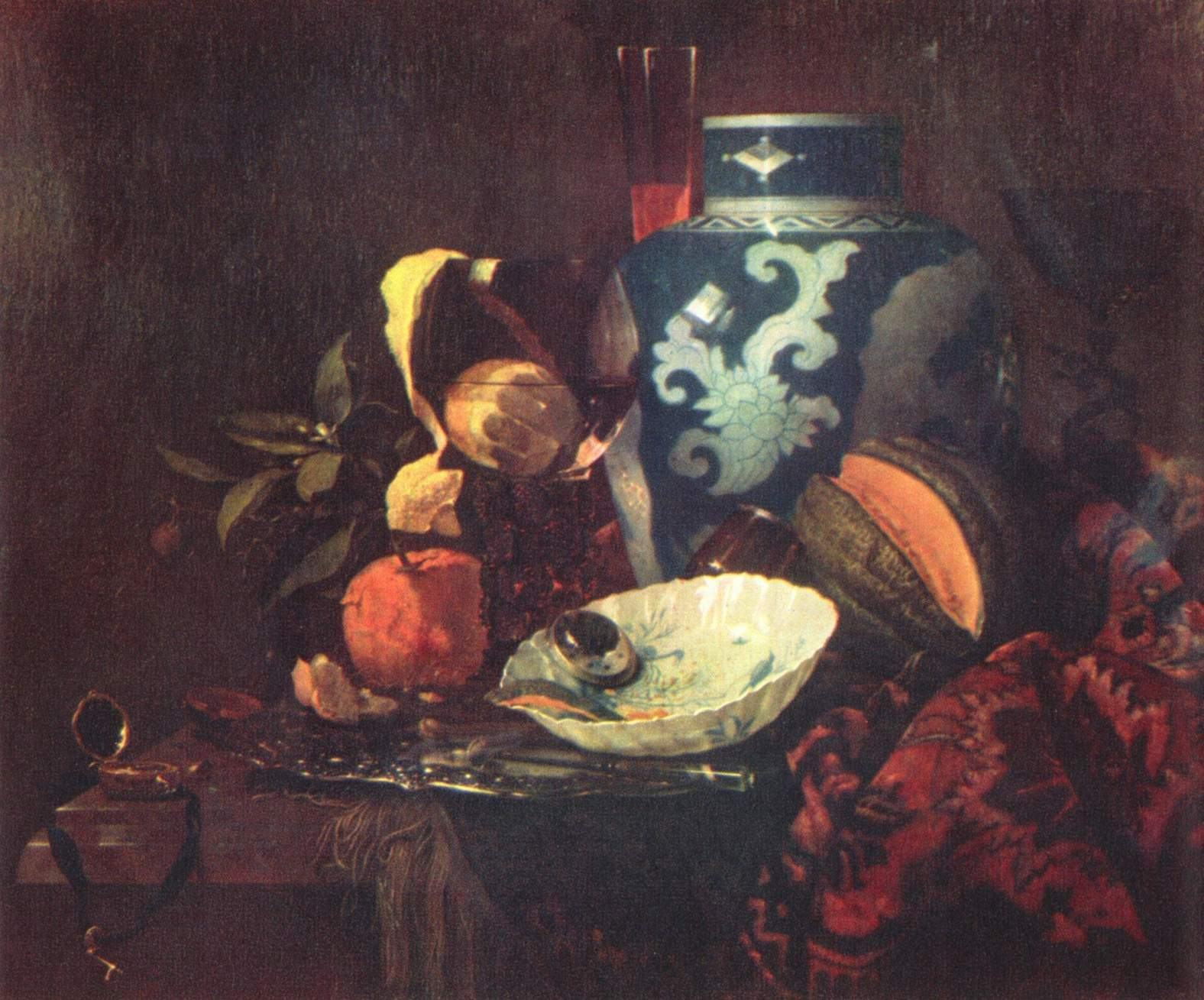
Stillleben

## Weitere Werke
- Inneres einer Scheune, Holz, 50×38 cm.
- Interieur mit Prunkgeräten und Waffen, Leinwand, 200×160 cm.
- Küche, Holz, 40×53 cm.
- Küche, Kupfer, 17×14 cm.
- Küche, Holz, 21×19 cm.
- Muscheln und Korallen, Leinwand, 53×43 cm.
- Prunkstilleben, Leinwand, 71×59 cm.